# Megadeth
Megadeth er et amerikansk thrash metal-band ledet af stifter, forsanger, guitarist og sangskriver Dave Mustaine. Mustaine dannede bandet i 1983 efter at være blevet smidt ud af Metallica, og Megadeth har siden da udgivet 15 studiealbum, senest Dystopia i 2016.
Megadeth blev internationalt kendte i midten af 1980'erne som værende en af de pionerende grupper indenfor den amerikanske thrash metal-scene, men bandet var plaget af mange ændringer i besætningen, delvist på grund af Mustaines og de andre medlemmers berygtede problemer med stofmisbrug. Efter at være blevet ædru og have sikret sig en stabil line-up, udgav Megadeth en række guld- og platinalbum i perioden 1986-1997, deriblandt det Grammy-nominerede Countdown to Extinction i 1992, som solgte til dobbelt platin. Megadeth blev opløst i 2002, da Mustaine fik en nerveskade i sin venstre arm, men efter intensiv genoptræning gendannede han bandet i 2004, og de udgav The System Has Failed, som øjeblikkeligt nåede en 18. pladsen på Billboard 200, fulgt af United Abominations i 2007, som blev nummer 8 på samme hitliste. Deres 13. studiealbum, TH1RT3EN, blev udgivet 1. november 2011 og deres 14. album, Super Collider, den 4. juni 2013.
Megadeth er kendt for deres specielle guitarstil, som ofte involverer komplekse og avancerede musikalske passager og trade-off guitarsoli. Mustaine er også kendt for sin nyskabende "snerrende" vokal, såvel som sine temaer i teksterne, der ofte omhandler politik, krig, afhængighed og personlige forhold.
Megadeth har, som et af verdens mest succesfulde heavy metal-bands, solgt mere end 50 millioner album globalt, deriblandt seks platinalbum og syv Grammy-nomineringer for Best Metal Performance i træk. I deres første 22 aktive år havde Megadeth 18 officielle medlemmer med Dave Mustaine som primus motor, central sangskriver og eneste permanente medlem. Megadeth omtales ofte som et af thrash metals "fire store bands", ved siden af Anthrax, Metallica og Slayer.

## Historie

### Dannelse og de tidlige år
I sommeren 1983, blot få måneder efter lead guitarist Dave Mustaine blev smidt ud af Metallica på grund af problemer med alkohol og stoffer samt "personlighedsproblemer", dannede Mustaine, bassist David Ellefson, guitarist Greg Handevidt og trommeslager Dijon Carruthers Megadeth. Mustaine har senere udtalt, "efter at være blevet fyret fra Metallica, er alt hvad jeg kan huske, at jeg ville se blod. Deres. Jeg ville være hurtigere og tungere end dem".
Motiveret af ønsket om hævn, forstærkede Mustaine intensiteten i Megadeths musik og satte tempoet op på sange som "Mechanix", som tidligere var blevet spillet med Metallica i et betydeligt langsommere tempo med en anden titel ("The Four Horsemen") og tekst. Efter at have ledt efter en forsanger i næsten et halvt år, besluttede Mustaine sig for selv at påtage sig rollen som forsanger, mens han også var bandets centrale sangskriver og den ene af to lead guitarister.
Carruthers blev snart udskiftet med trommeslager Lee Rausch, og guitarist Greg Handevidt forlod bandet i slutningen af 1983 for at danne Kublai Khan. I begyndelsen af 1984 indspillede Megadeth en demo på tre sange med Mustaine, Ellefson og Rausch, som indeholdt tidlige versioner af "Last Rites/Loved to Death", "Skull Beneath the Skin" og "Mechanix". Kerry King (kendt fra Slayer) spillede live med bandet ved en række koncerter, mens der blev søgt efter en permanent afløser. Efter blot nogle få koncerter i 1984 blev Lee Rausch udskiftet med fusionstrommeslageren Gar Samuelson.
Efter udgivelsen af deres demo skrev Megadeth kontrakt med det uafhængige pladeselskab Combat Records i New York, og i december sluttede guitarist Chris Poland, en ven af Gar, sig til bandet.

#### Killing Is My Business... And Business Is Good!
Tidligt i 1985 fik bandet 8.000 dollar af Combat Records til at indspille og producere deres debutalbum. Efter at have brugt halvdelen af pengene på stoffer og alkohol var bandet dog tvunget til at fyre deres oprindelige producer og selv producere albummet. På trods af den resulterende dårlige produktion blev albummet, Killing Is My Business... And Business Is Good!, udgivet i maj 1985, godt modtaget. Albummet blandede elementer fra thrash, speed metal og punk.
Albummet indeholder den første af mange coversange, som Megadeth har indspillet gennem tiden; en speed metal-version af Nancy Sinatras klassiker "These Boots Are Made For Walking" med ændret sangtekst af Mustaine. Sangen har senere skabt en del polemik, da sangens oprindelige forfatter, Lee Hazlewood, vurderede Mustaines ændringer som "afskyelige og stødende" og krævede, at sangen skulle fjernes fra albummet. Efter trusler om sagsanlæg blev sangen fjernet fra alle nye udgivelser af cd'en efter 1995. I 2002 blev albummet dog genudgivet med en version af sporet, hvor den nye tekst var censureret af et "bip". I Killing Is My Business.. deluxe udgave-omslaget kritiserer Mustaine Hazlewood og bemærker, at Hazlewood modtog royalties i næsten 10 år, før han endelig gjorde indsigelser mod sangen.
I sommeren 1985 turnerede gruppen i USA og Canada for første gang sammen med Exciter. Under turnéen forlod Chris Poland meget pludseligt bandet, og blev afløst af turnéguitarist Mike Albert. Poland kom dog med i Megadeth igen i oktober 1985, kort før de begyndte at arbejde på deres andet album med Combat Records.

### Gennembrud og succes

#### Peace Sells... But Who's Buying?
Megadeths andet album blev oprindeligt færdiggjort i marts 1986, men led under Combat Records' meget lille budget, og bandet var til at begynde med utilfredse med det endelige miksede produkt. Frustrerede over de finansielle komplikationer på det lille pladeselskab skrev Megadeth kontrakt med det store selskab Capitol Records, som også købte rettighederne til det nye album. Capitol hyrede producer Paul Lani til at remixe indspilningerne, og i november 1986 udgav Capitol Peace Sells... But Who's Buying?. Albummet markerede Megadeths kommercielle og kritikermæssige gennembrud og solgte mere end en million eksemplarer alene i USA.
Peace Sells... But Who's Buying? betragtes som en milepæl indenfor thrash metal-album, og All Music Guide har kaldt det "Et af de mest indflydelsesrige metalalbum for sit årti, og bestemt et af meget få definitive thrash album". Albummets titelsang "Peace Sells" blev valgt til bandets første musikvideo og blev spillet ofte på MTV's Headbangers Ball. "Peace Sells" blev nummer 11 på VH1's liste over de 40 største metalsange, og den åbnende baslinje blev brugt i flere år som åbningstema for MTV News. Peace Sells... But Who's Buying? var det første Megadeth-album, hvis omslag var designet af Ed Repka, som også lavede bandets maskot Vic Rattlehead om til den nuværende standard.
I februar 1987 blev Megadeth tilføjet som åbningsband på Alice Coopers Constrictor-turné, fulgt af en kort turné som support for Mercyful Fate i USA. I marts samme år påbegyndte Megadeth deres første verdensturné som hovednavn i Storbritannien, hvor de havde supportbands som Overkill og Necros.
Efter flere år med problemer med stofmisbrug blev både Gar Samuelson og Chris Poland fyret fra Megadeth i juli 1987 efter turnéens sidste show, der foregik på Hawaii. Mustaine udtalte, at Samuelson var for meget, når han var påvirket, og fik endda en reservetrommeslager, Chuck Behler, til at være til stede ved de sidste koncerter på turnéen, da han var bange for, at Samuelson ikke ville kunne færdiggøre koncerterne. Mustaine mente, at Poland havde solgt noget af bandets udstyr for at kunne finansiere sit stadigt stigende brug af stoffer, beskrevet i sangen "Liar", som også er dedikeret til Poland. Han blev oprindeligt erstattet af Jay Reynolds fra Malice, men da bandet begyndte at arbejde på deres næste album, blev Reynolds afløst af sin egen guitarlærer Jeff Young, som kom med i Megadeth seks uger inde i indspilningen af deres tredje album.

#### So Far, So Good... So What!
Med et større budget fra et stort pladeselskab og produceren Paul Lani i baghånden brugte Megadeth fem måneder på at indspille deres tredje album, So Far, So Good... So What!. Indspilnigerne var igen plaget af problemer lige fra begyndelsen – delvist på grund af Mustaines kamp med sit misbrug. Mustaine har senere sagt: "Produktionen [af So Far, So Good...] var forfærdelig, hovedsageligt på grund af stoffer og prioriteterne, som vi havde eller ikke havde på det tidspunkt". Mustaine havde også et sammenstød med producer Paul Lani, som begyndte da Lani insisterede på, at trommerne skulle indspilles separat fra bækkenerne (noget ganske uhørt for rocktrommeslagere). Da numrene skulle mikses, kom Mustaine og Lani igen op at skændes, og Lani blev erstattet af Michael Wagener, som remiksede albummet.
I januar 1988 udgav Megadeth So Far, So Good... So What!, og selvom albummet senere vandt platin i USA, blev det til at begynde med kritiseret af anmeldere, hvor All Music Guide bl.a. klagede over, at albummet "manglede konceptuel harmoni og musikalsk bid", og at det "ønskede at lyde truende, men mest virkede som tvunget og temmelig umodent". So Far, So Good... indeholdt sangen "In My Darkest Hour" med musik skrevet af Mustaine som en hyldest til den afdøde Metallica-bassist Cliff Burton. Sangen er forblevet en favorit blandt fans og er blevet spillet til mange Megadeth-koncerter efterfølgende. So Far, So Good... indeholdt også en coverversion af Sex Pistols' "Anarchy in the UK" med sangtekst ændret af Mustaine (som senere indrømmede at han havde hørt dem forkert).
I juni 1988 medvirkede Megadeth i Penelope Spheeris' dokumentarfilm The Decline of Western Civilization II: The Metal Years, som fortalte om Los Angeles' heavy metal-scene i slutningen af 1980'erne, hovedsageligt med fokus på glam metal. Videoen til "In My Darkest Hour" blev filmet af Spheeris (som også instruerede videoerne til "Wake Up Dead" og "Anarchy in the UK") og vises i filmens sidste scene. I Megadeths Rusted Pieces-vhs fra 1991 huskede Mustaine filmen som en skuffelse, som satte Megadeth side om side med "en masse lortebands".
Megadeth begyndte deres So Far, So Good...!-verdensturné som åbningsband for Dio i Europa i februar 1988, for senere at medvirke på Iron Maidens Seventh Son of a Seventh Son-sommmerturné i USA. Da Mustaine bemærkede problemer under opsejling hos trommeslager Chuck Behler, fik han trommeslageren Nick Menza med som Behlers trommetekniker. Som med Gar Samuelson før sig, var Menza klar til at overtage, hvis Behler ikke kunne klare turnéen.
I august 1988 spillede Megadeth på Monsters of Rock-festivalen ved Castle Donnington i Storbritannien sammen med Kiss, Iron Maiden, Helloween, Guns N' Roses og David Lee Roth, hvor de optrådte for mere end 100.000 mennesker. Bandet blev tilføjet til "Monsters of Rock"-Europaturnéen, men droppede ud efter den første koncert. Kort efter fyrede Mustaine både Chuck Behler og guitarist Jeff Young og aflyste deres planlagte Australienturné i 1988. "Under turnéen eskalerede tingene fra en lille grænsestrid til en sand krig", har han senere udtalt. "Jeg tror at mange af os var meget afvigende [på turnéen i 1988], på grund af fyren vi ventede på efter koncerten".
I juli 1989 blev Nick Menza hyret til at tage over for Behler på trommer. Da de var ude af stand til at finde en passende lead guitarist i tide, indspillede Megadeth en coverversion af Alice Coopers "No More Mr. Nice Guy" som et tre mand stort band. Deres version var senere med på soundtracket til Wes Cravens horrorfilm Shocker fra 1989. Mens bandet afholdt auditions for en ny lead guitarist i sommeren 1989, blev Mustaine arresteret for at køre bil i påvirket tilstand og for besiddelse af narkotika, efter han var kørt ind i en politimands parkerede bil. Han blev af retten tvunget på afvænning og blev sober for første gang i ti år.

#### Rust In Peace
I kølvandet på Mustaines nyfundne ædruelighed begyndte Megadeth en længerevarende søgen efter nye medlemmer, hovedsageligt lead guitarister. Blandt dem, som søgte om pladsen, var Eric Meyer fra Dark Angel, Lee Altus fra Heathen, en ung Jeff Loomis (senere Nevermore) og Dimebag Darrell fra Pantera. Megadeth besluttede sig for lead guitaristen Marty Friedman, som havde spillet i Cacophony med Jason Becker og udgivet et soloalbum kaldet Dragon's Kiss. Friedman blev oprindeligt afvist af Mustaine, fordi han havde flerfarvet hår, men efter at have været igennem, hvad Mustaine kaldte "Rock Star 101", kom Friedman officielt med i Megadeth i februar 1990.
Et nyt og forberedt Megadeth gik i Rumbo Studios i marts 1990 med co-producer Mike Clink for at påbegynde arbejdet med det, som ville blive deres bedst sælgende album nogensinde, Rust In Peace. For første gang i deres karriere arbejdede Mustaine og Ellefson ædru i studiet, hvilket i sig selv fjernede mange af de problemer, der havde været ved tidligere indspilninger. Clink var også den første producer, som producerede et Megadeth-album fra start til slut uden at blive fyret undervejs.
Rust In Peace blev udgivet på verdensplan 24. september 1990 og blev et hit både blandt fans og anmeldere. Det debuterede som nummer 23 på Billboard Top 200 i USA og nummer 8 i Storbritannien. Albummet viste en meget fastere lyd, og Mustaines skrivestil bar en mere rytmisk progressiv kant, hvilket fik All Music Guide til at kalde Rust in Peace for "Megadeths stærkeste musikalske præstation". Albummet indeholdt singlerne "Holy Wars... The Punishment Due" og "Hangar 18", som begge havde medfølgende musikvideoer og er forblevet faste indslag til koncerter. Rust in Peace solgte mere end en million eksemplarer i USA alene og blev nomineret til Grammy i 1991 og 1992 som Best Metal Performance.
I september 1990 var Megadeth med Slayer, Testament og Suicidal Tendencies på Europaturnéen Clash of the Titans, og i oktober var de med som åbningsband på Judas Priests Painkiller-turné, som kulminerede med en optræden foran 140.000 mennesker i januar 1991 på Rock in Rio 2-festivallen i Brasilien. Efter successen på den europæiske turné begyndte en amerikansk Clash of the Titans-turné i maj 1991 med Megadeth, Slayer, Anthrax og åbningsbandet Alice in Chains. Efterfølgende kom endnu en europæisk turné med Slayer, Anthrax og tyske Kreator (med få koncerter også med Sodom og Destruction). I juli var Megadeths "Go To Hell" med på soundtracket til Bill & Ted's Bogus Journey, og kort efter var "Breakpoint" med på soundtracket til Super Mario Bros. I 1991 udgav Megadeth også en video, Rusted Pieces, som indeholdt seks af bandets musikvideoer og et interview.

### Mainstream og kommerciel succes

#### Countdown to Extinction
I januar 1992 begyndte Megadeth nye indspilninger i Enterprise Studios i Burbank med co-producer Max Norman. Norman, som havde mikset Rust in Peace, skulle vise sig at blive en vigtig brik i Megadeths musikalske forandring, da han anbefalede kortere, mindre komplicerede radiovenlige sange. Bandet brugte fire måneder i studiet med Norman, hvor de skrev og indspillede det, der ville blive Megadeths mest kommercielt vellykkede album, Countdown to Extinction. Albummet var det første, hvortil alle bandmedlemmer havde bidraget, og blev bl.a. navngivet af trommeslager Nick Menza.
14. juli 1992 udgav Megadeth Countdown to Extinction gennem Capitol Records. Albummet blev med det samme et hit og kom ind på Billboard Top 200 som nummer 2 og lå nummer 5 i Storbritannien. Takket være Mainstream Rock-hits som "Symphony of Destruction" (#29), "Foreclosure of a Dream" (#30) og "Sweating Bullets" (#27) solgte albummet hurtigt til dobbelt platin i USA og modtog en Grammy-nominering for Best Metal Performance i 1993.
Albummets titelsang "Countdown to Extinction" gav også Megadeth den pudsige ære at være det første (og eneste) metalband nogensinde til at vinde "Doris Day Music Award", tildelt af Humane Society of the United States i 1993 for "at sætte fokus på destruktionen af arter og den modbydelige 'sport' dåsejagt".
Bandet udgav videoen Exposure of a Dream i november 1992. Den var på mange måder bygget op på samme måde som Rusted Pieces med alle musikvideoer udgivet fra Countdown to Extinction. Megadeth begyndte deres Countdown to Extinction-verdensturné i december 1992 med Pantera og Suicidal Tendencies fulgt op af en Nordamerika-turné fra januar 1993 med Stone Temple Pilots. Blot en måned inde i Nordamerika-turnéen blev bandet dog tvunget til at aflyse alle tilbageværende koncerter, inklusiv koncerter i Japan, da Mustaine igen var havnet i et stofmisbrug og endte på skadestuen. Efter syv uger på afvænning kom Mustaine ud igen clean, og bandet gik i studiet for at indspille "Angry Again", en sang som var med i filmen Last Action Hero fra 1993 og senere nomineret til en Grammy i 1994.
I juni 1993 vendte Megadeth tilbage til at spille koncerter, da de var "special guests" ved Metallicas Milton Keynes Bowl Festival, hvilket markerede den første gang i over 10 år, de tidligere bandkollegaer spillede på samme scene. Det fik Mustaine til på scenen at udtale, at "de ti års bullshit mellem Metallica og Megadeth er ovre!", selvom der dog senere ville komme nye stridspunkter mellem de to bands. I juli var Megadeth åbningsband på Aerosmiths Get a Grip-turné i USA, men blev fjernet fra turnéen efter blot syv dage efter uenigheder om kontrakten samt udtalelser fra Mustaine om Aerosmiths fremskredne alder.
Efter deres aflyste USA-turné vendte Megadeth tilbage til studiet for at indspille "99 Ways to Die", en sang som var med på The Beavis and Butt-Head Experience, et opsamlingsalbum med sange og kommentarer fra Beavis og Butthead, udgivet i november 1993. Sangen blev senere nomineret til en Grammy i 1995 for Best Metal Performance.

#### Youthanasia
Tidligt i 1994 sluttede Megadeth sig igen til co-producer Max Norman for at begynde arbejdet på en opfølger til Countdown to Extinction. Da tre af bandets medlemmer nu havde bosat sig i Arizona, blev den første del af arbejdet foretaget i Phase Four Studios i Phoenix. Få dage inde i arbejdet tvang problemer med Phase Fours udstyr dog bandet til at finde et andet studie. Mustaine insisterede på at indspille albummet i Arizona, og man kunne på daværende tidspunkt ikke finde noget passende studie. Efter ønske fra Norman besluttede bandet sig for at oprette deres eget pladestudie inde i et lejet varehus i Phoenix, senere døbt "Fat Planet in Hangar 18". For første gang i deres karriere skrev og arrangerede bandet hele albummet i studiet og inkluderede numre, hvor hele bandet spillede deres instrumenter sammen på en gang.
Indspilningen af albummet blev optaget på video og senere udgivet som Evolver: The Making of Youthanasia.
Efter otte måneder i studiet blev Youthanasia udgivet 1. november 1994 og kom ind på en fjerdeplads på Billboard Top 200 albumhitlisten i USA. Albummet solgte til guld i Canada efter blot tredive minutter og til platin i USA hurtigere end noget andet Megadeth-album. Da producer Max Norman stadig pressede på for at få langsommere, mere kommerciel musik fulgte Youthanasia det stilskifte som begyndte med Countdown to Extinction og bevægede sig endnu længere væk fra bandets oprindelige thrash. Selvom albummet beholdt kerneelementer af metal, fokuserede det på stærkere vokalmelodier og mere tilgængelige, radiovenlige arrangementer. Bandet hyrede tilmed den kendte modefotograf Richard Avedon til at fremme deres nye image, hvor de droppede deres jeans og t-shirts og blev mere bevidste om, hvilket tøj de gik i.
En sticker på de første eksemplarer af Youthanasia reklamerede for det dengang nye koncept med en bandwebsted, kaldet "Megadeth, Arizona". Fans kunne chatte i "Mega-diner", kommunikere med bandet via e-mail, ønske sange spillet live og læse klummer og turnédagbøger skrevet af bandmedlemmerne.
Youthanasias første single, "Train Of Consequences", blev nummer 29 på Billboards Mainstream Rock-hitliste, og i november 1994 medvirkede Megadeth i The Late Show with David Letterman, hvor de optrådte med albummets anden single, "A Tout Le Monde". "A Tout Le Monde" fik også en tilhørende musikvideo, som MTV nægtede at vise, da de mente at sangteksten anvendte for positive vendinger om selvmord.
Youthanasia-turnéen begyndte i Sydamerika i november 1994 og varede elleve måneder, hvilket gjorde den til Megadeths foreløbigt mest omfattende turné. Bandet fik selskab af Corrosion of Conformity i både Europa og USA og Flotsam and Jetsam, Korn og Fear Factory i USA. Turnéen kulminerede med en optræden på Monsters of Rock-festivalen i Brasilien, hvor de var et af hovednavnene ved siden af Alice Cooper og Ozzy Osbourne. I januar 1995 medvirkede Megadeth på soundtracket til gyserfilmen Tales from the Crypt Presents: Demon Knight med sangen "Diadems". Megadeth bidragede også med en coverversion af "Paranoid" til Nativity in Black, det første Black Sabbath-hyldestalbum. Bandets version af "Paranoid" blev nomineret til en Grammy i 1996 for Best Metal Performance, hvilket blev Megadeths sjette nominering på lige så mange år.
I marts 1995 udgav Megadeth en special edition-udgave af Youthanasia i Europa indeholdende en bonusplade kaldet Hidden Treasures. Bonuspladen indeholdt alle enkeltsange, Megadeth havde lavet fra filmsoundtracks, opsamlinger og hyldelstalbum – deriblandt en ny indspilning af Sex Pistols-sangen "Problems". Efter pres fra fans blev bonuspladen udgivet som en separat ep i USA og Japan i juli 1995.

#### Cryptic Writings
Efter den omfattende Youthanasia-turné tog Megadeth fri i slutningen af 1995. Mustaine begyndte at arbejde på MD.45, et sideprojekt han havde sammen med vokalist Lee Ving fra Fear. Der blev også foretaget ændringer på forretningssiden, da Megadeth skrev kontrakt med ESP Management og hyrede en ny "creative manager" Bud Prager, som tidligere havde været manager for både Foreigner og Bad Company. Ligesom det havde været med Max Norman før ham, ville Prager gå hen og få stor indflydelse på bandets musikalske retning. Han skubbede Megadeth længere ind i "kommerciel rock"-området og overbeviste bandet om at arbejde med Nashville popproducer og tidligere Giant-guitarist Dann Huff.
I september 1996 begyndte Megadeth at arbejde på sange til deres næste album i Nashville, oprindeligt tiltænkt titlen Needles and Pins. Skriveprocessen blev nøje overvåget af deres nye manager Bud Prager, som også bidrog med musikalske idéer og tekster til sangene. Mange sangtekster, og selv sangtitler, blev ændret efter Pragers ønske. Mustaine har senere kommenteret på Pragers indflydelse:
| Citat                                | Jeg tænkte, at måske kunne den her fyr (Prager) hjælpe mig med at få den uhåndgribelige 'Nummer et-plade', som jeg ønskede mig så højt. | Citat |
| Dave Mustaine om Pragers indflydelse | |       |

På grund af et problem med albummets oprindelige omslag blev billedet erstattet af et "voodoosymbol" og omdøbt til Cryptic Writings. Det er dermed den eneste af bandets album, som ikke har bandets maskot Vic Rattlehead tegnet nogen steder.
17. juni 1997 udgav Megadeth så Cryptic Writings gennem Capitol Records. Albummet kom ind på en 10. plads på Billboard Top 200 og var Megadeths sjette studiealbum i træk, som solgte til guld i USA. Cryptic Writings gav Megadeth deres hidtil højest placerede single, "Trust", som blev nummer 1 på Mainstream Rock Tracks-listen, og den blev nomineret til en Best Metal Performance Grammy i 1998. Pressens modtagelse af albummet var blandet, men albummet scorede fire top 20 på Mainstream Rock Tracks; deriblandt "Almost Honest" (#8), "Use The Man" (#15) og "A Secret Place" (#19).
Da han blev spurgt om albummets eklektiske natur, svarede Mustaine:
| Citat                             | Vi delte det op i tredjedele. En tredjedel på albummet var virkelig hurtig og aggressiv, en tredjedel var den virkelig melodiske, til at ligge på midten, og så den sidste tredjedel var virkelig radioorienterede musik ligesom Youthanasia. | Citat |
| Dave Mustaine om Cryptic Writings | |       |

Efter mere end et år uden koncerter vendte Megadeth tilbage til turnélivet i juni 1997 begyndende med en verdensturné med The Misfits og senere en turné i USA med Life of Agony og Coal Chamber. I juli var Megadeth med på Ozzfest 98, men halvvejs igennem turnéen blev trommeslager Nick Menza diagnosticeret med en tumor på sit knæ og var tvunget til at forlade turnéen for at få en operation. Han blev afløst af Jimmy DeGrasso – til at begynde med kun midlertidigt. Efter turnéen blev DeGrasso dog permanent afløser, efter Mustaine påstod, at Menza havde løjet om at han havde kræft, hvilket han ikke havde.
I 1998 bekendtgjorde computerspiludviklerne 3D Realms, at de ville bruge to uudgivede Megadeth-numre på deres reklamealbum Duke Nukem: Music To Score By. Det første var en version af Duke Nukem-temasangen "Grabbag", oprindeligt komponeret af Lee Jackson, og det andet var en Megadeth-sang oprindeligt indspillet i 1995, "New World Order", som senere var med på den genudgivede udgave af Youthanasia.

#### Risk
Efter Cryptic Writings, som var bandets første egentlige radiosucces, valgte Megadeth igen at arbejde med country pop-produceren Dann Huff i Nashville på deres ottende album og gik i gang i januar 1999. Arbejdet på albummet blev igen overvåget af manager Bud Prager, som er blevet angivet som medforfatter på fem af albummets tolv sange. Prager overbeviste Mustaine om at lade producer Dan Huff få større kontrol over indspilningsprocessen. Mustaine har senere skrevet:
| Citat                              | Der havde været folk derinde og spille, og jeg anede ikke engang, hvem de var eller hvor delene kom fra, og det er jeg ikke vant til. Jeg blev en smule intimideret af successen vi havde haft med Cryptic Writings, så da vi skulle skrive nyt materiale derefter, er det som at "beruset af magt" - du vil have mere. Efter successen med "Trust" tænkte jeg "wow, vi har haft et nummer et-hit". Vi havde haft fire top 5 hits i træk, så hvorfor skulle jeg ikke give Dan endnu mere kontrol, når det kom til produceringsdelen af det næste album? Så det gav jeg ham, og det gav bagslag". | Citat |
| Dave Mustaine om Huffs indflydelse | |       |

Risk blev udgivet 31. august 1999 og blev både en anmeldermæssig og kommerciel fiasko, samt førte til at bandet mistede mange gamle fans. Selvom andre Megadeth-album senere hen også indarbejdede mainstream rock-elementer sammen med mere traditionel heavy metal, havde Risk stort set ingen metal-elementer og viste i stedet indflydelser fra dance, electronica og disco. Risk var den første Megadeth-udgivelse siden 1985, som ikke blev certificeret til guld eller større i USA. Albummets første single, "Crush Em", var på soundtracket til Universal Soldier: The Return og blev senere en officiel NHL-sang, som blev spillet under hockeyspil.
I juli 1999 indspillede Megadeth en coverversion af Black Sabbath-sangen "Never Say Die", som var med på det andet Nativity in Black-hyldestalbum.
De påbegyndte en Risk-turné i september 1999, hvor de turnerede med Iron Maiden på den europæiske halvdel af turnéen. Tre måneder inde i turnéen bekendtgjorde guitarist Marty Friedman, at han ville forlade bandet på grund af musikalske forskelligheder medlemmerne imellem.
Som Mustaine senere forklarede:
| Citat                                          | Jeg fortalte (Marty) efter Risk, at vi blev nødt til at gå tilbage til vores rødder og spille metal, og han forlod os. | Citat |
| Dave Mustaine om Friedmans farvel til Megadeth | |       |

 Megadeth hyrede guitarist Al Pitrelli, som tidligere havde spillet i Savatage og for Alice Cooper, og nu i Trans-Siberian Orchestra, som Friedmans afløser i januar 2000.
Megadeth vendte tilbage til studiet i april 2000 for at begynde at arbejde på deres niende studiealbum. En måned inde i produktionen fik bandet dog muligheden for at komme med på Maximum Rock-turnéen sammen med Anthrax og Mötley Crüe. Megadeth stoppede for indspilningerne og turnerede i Nordamerika i sommeren 2000.
Megadeth og Capitol Records gik hver til sit i oktober 2000 efter 14 års samarbejde. Pladeselskabet returnerede bandets nyeste indspilninger og udgav i stedet et greatest hits-album, Capitol Punishment: The Megadeth Years. Albummet indeholdt også to nye numre, "Kill the King" og "Dread and the Fugitive Mind", som begge viste, hvordan bandet vendte tilbage til deres metalrødder efter nederlaget med Risk.

### Tilbage til rødderne

#### The World Needs a Hero
I november 2000 skrev Megadeth kontrakt med et nyt pladeselskab, Sanctuary Records. Bandet vendte tilbage til studiet i oktober og færdiggjorde deres næste album, som havde været næsten færdigt før bandet tog med på Maximum Rock-turnéen seks måneder tidligere. Efter den overvældende negative respons på Risk, fyrede Mustaine manager Bud Prager og besluttede sig for selv at producere Megadeths næste album. The World Needs a Hero, som var det første album siden Rust in Peace som udelukkende var skrevet af Mustaine (med en undtagelse fra Al Pitrelli på "Promises"), blev udgivet 15. maj 2001 og fik en blandet modtagelse. Mens albummet viste en drejning tilbage til heavy metal efter den forsøgte mainstream rock-retning på Risk, følte nogle anmeldere, at albummet ikke nåede op til forventningerne.
Mustaine selv kaldte albummet den første store drejning for et stort skib på havet, som forsøger at komme tilbage på rette kurs. Albummets første single, "Moto-Psycho", blev nummer 22 på Billboard Mainstream Rock-hitlisten, og blev også spillet på VH1's Rock Show.
The World Needs a Hero-turnéen begyndte i sommeren 2001 i Europa som supportband for AC/DC fulgt af en USA-turné med Iced Earth og Endo i september. Turnéen blev dog forkortet væsentligt efter terrorangrebet 11. september, og bandet var tvunget til at aflyse alle planlagte koncerter, deriblandt en dvd-optagelse i Argentina. I stedet spillede bandet to koncerter i Arizona i november, som blev filmet og senere udgivet som Rude Awakening, Megadeths første officielle liveudgivelse. I februar 2002 remiksede og forbedrede Mustaine Megadeths første album, Killing Is My Business... And Business Is Good! med moderne udstyr og tilføjede bonusnumre.

#### Opløsning af bandet
I januar 2002 var Mustaine indlagt på hospitalet for at få fjernet en nyresten. Mens han var under behandling blev han givet smertestillende medicin, som gav ham et tilbagefald til sin afhængighed. Da han blev udskrevet fra hospitalet, gik han med det samme til afvænning på en klinik i Texas. Mens han var på afvænningsklinikken blev Mustaine offer for en absurd ulykke, som kraftigt skadede hans venstre arm. Ulykken, som var sket ved, at han faldt i søvn med sin venstre arm over en stoleryg, lagde pres på hans radialnerve. Han fik diagnosen radialisparese, som gjorde ham ude af stand til at gribe fat om noget eller knytte sin venstre hånd.
3. april 2002 bekendtgjorde Mustaine, at han opløste Megadeth på grund af hans armskade. I de følgende fire måneder var Mustaine i intens fysioterapi fem dage om ugen. Han begyndte langsomt at kunne spille igen, men var tvunget til at genoptræne sin venstre hånd fra bunden af.
For at kunne udfylde kontraktmæssige aftaler med Sanctuary Records, udgav Megadeth et opsamlingsalbum, Still Alive... And Well?, 10. september 2002. Den første halvdel af albummet indeholdt livenumre indspillet i Web Theatre i Phoenix, Arizona 17. november 2001, mens den anden halvdel indeholdt studieoptagelser fra The World Needs a Hero.

### Gendannelse

#### The System Has Failed
Efter næsten et års genoptræning, deriblandt fysioterapi og elektriske chok, begyndte Mustaine at arbejde på, hvad det oprindeligt var meningen skulle blive hans første soloalbum. Det nye materiale blev indspillet med studiemusikerne Vinnie Colaiuta og Jimmy Sloas i oktober 2003, men projektet blev standset, da Mustaine gik med til at remikse og digitalt forbedre Megadeths otte Capitol Records-album. Mustaine genindspillede nogle dele, som var gået tabt med tiden eller ændret uden hans vidende i den oprindelige miksingproces.
I maj 2004 vendte Mustaine tilbage til sine nyeste indspilninger, men på grund af kontraktmæssige forpligtelser med bandets europæiske pladeselskab EMI, var han tvunget til at udgive endnu et album under "Megadeth"-navnet. Mustaine besluttede sig for at gendanne bandet og kontaktede den "Rust in Peace line-up", som var mange fans' favorit, for at genindspille hans nyeste sange. Mens trommeslager Nick Menza til at begynde med sagde ja, kunne hverken Marty Friedman eller David Ellefson blive enige med Mustaine.
Mustaine har om Ellefson udtalt:
| Citat                           | David løj om mig i pressen, han sagde, at min armskade var løgn, gik omkring i byen og svinede mig til. Vi gav ham et rigtig godt tilbud (om at komme med i bandet), og han sagde nej. Jeg mener, hvis jeg giver dig et tilbud, og du ikke tager det, så betyder det nej, ikke?" | Citat |
| Dave Mustaine om David Ellefson | |       |

Det nye album ville dermed blive det første album nogensinde uden Ellefson. Som afløser for Friedman hyrede Mustaine den tidligere Megadeth-guitarist Chris Poland til at bidrage med guitarsoli på det nye album. Poland ville dog kun være studiemusiker, da han foretrak at fokusere på sit eget jazz fusion-projekt OHM.
14. september 2004 udgav Megadeth deres comebackalbum, The System Has Failed via Sanctuary Records i USA og EMI i Europa. Albummet blev hyldet som en tilbagevenden til storhed, og Revolver gav albummet fire stjerner og kaldte The System Has Failed for "Megadeths mest hævngerrige, intense og musikalsk avancerede udspil siden Countdown to Extinction". Albummet debuterede som nr. 18 på Billboards popalbum-hitliste med singlen "Die Dead Enough", som blev nr. 21 på Mainstream Rock-hitlisten i USA, i spidsen. Mustaine bekendtgjorde, at albummet ville blive bandets sidste, fulgt af en afskedsturné, hvorefter han ville fokusere på en solokarriere.
Megadeth påbegyndte deres Blackmail the Universe-verdensturné i oktober 2004, sammen med turnébassist James MacDonough (Iced Earth) og guitarist Glen Drover (Eidolon, King Diamond).
Mens de øvede til turnéen, forlod den nyligt tilbagevendte trommeslager Nick Menza igen Megadeth, da han ikke kunne forberede sig fysisk på en hel turné i USA. Han blev afløst blot fem dage før den første koncert af Shawn Drover, som var den nye guitarist Glen Drovers bror, og også medlem af det canadiske thrash metal-band Eidolon. Bandet turnerede i USA sammen med Exodus og senere i Europa med Diamond Head og Dungeon.
I juni 2005 udgav Capitol Records en greatest hits-samling for at afløse den nu udgåede Capitol Punishment, med titlen Greatest Hits: Back to the Start, som indeholdt nyligt remiksede og digitalt forbedrede versioner af sange fra de første otte album.

#### Gigantour
I sommeren 2005 organiserede Mustaine en årlig heavy metal-festivalturné, døbt Gigantour. Megadeth var hovednavn det første år sammen med Dream Theater, Anthrax, Fear Factory, Dillinger Escape Plan, Nevermore, Life of Agony, Symphony X, Dry Kill Logic og Bobaflex. Koncerterne i Montreal og Vancouver blev filmet og optaget til en live-dvd og cd, som blev udgivet i sommeren 2006.
9. oktober 2005, efter succeserne med The System Has Failed og Blackmail the Universe-verdensturnéen, bekendtgjorde Mustaine på scenen i Argentina overfor et koncertsted fyldt til randen på Pepsi Music Rock Festival, at Megadeth ville fortsætte med at indspille musik og turnere. Denne koncert blev officielt udgivet på dvd som That One Night: Live in Buenos Aires i marts 2007.
I februar 2006 forlod bassist James MacDonough bandet på grund af, hvad MacDonough kaldte, "personlige forskelle". Han blev afløst på bas af James Lomenzo, som tidligere havde arbejdet med David Lee Roth, White Lion og Black Label Society. 16. marts 2006 havde den nye line-up deres første koncert på Dubai Desert Rock-festivalen i de Forenede Arabiske Emirater sammen med Testament og 3 Doors Down.
21. marts 2006 udgav Capitol Records en dvd med titlen Arsenal of Megadeth, som indeholdt gamle optagelser, interviews, livekoncerter og mange af bandets musikvideoer. På grund af licenseringsproblemer var videor fra filmsoundtracks og videoer, som ikke var udgivet af Capitol Records, ikke med på dvd'en.

### United Abominations
I maj 2007 bekendtgjorde Megadeth, at deres ellevte studiealbum, med titlen United Abominations, var tæt på at være færdigt. Oprindeligt skulle albummet have været udgivet af Roadrunner Records i oktober 2006, men Mustaine oplyste i august 2006, at bandet "lagde en sidste hånd på værket", og udgivelsen derfor blev udskudt til 15. maj 2007.
I marts 2007 tog Megadeth på en turné gennem Canada og USA som åbningsband for Heaven and Hell, fulgt af en sommerfestival-turné igennem Europa.
United Abominations blev som planlagt udgivet 15. maj 2007. En uge efter udgivelsen nåede albummet en 8. plads på hitlisten i USA, hvilket dermed var den højeste placering siden Youthanasia fra 1994, og solgte tilmed 54.000 eksemplarer i den første uge alene.
Albummet blev det første album med Glen Drover, Shawn Drover og James Lomenzo.
I september 2007 vendte Megadeth tilbage til USA som hovednavn på deres Tour Of Duty-turné, som også nåede til bl.a. Australien.
13. januar 2008 bekræftede Dave Mustaine, at guitarist Glen Drover havde forladt Megadeth for i stedet at kunne fokusere på sin familie, og at han blev afløst af Chris Broderick (tidligere fra Nevermore og Jag Panzer).
Om hans exit fra bandet udtalte Drover:
| Citat                                | Jeg er klar over rygterne om, at jeg forlod Megadeth for at fokusere på mit familieliv. Mit familieliv har altid været min prioritet. Til sidst blev jeg utilfreds med situationen, og det forstærkede mit ønske om at bruge mere tid med min familie og fik mig til at indse, at det er på tide for mig at komme videre til det næste kapitel i min musikalske karriere. | Citat |
| Glen Drover om sit exit fra Megadeth | |       |

Mustaine har sagt, at han har det fint med Drovers beslutning, og at han er glad for, at hans afløser er Broderick. Mustaine har også sagt, at "Chris klarer det helt fint". Den tidligere Nevermore-kollega Van Williams kommenterede, at Megadeth "får sig en helvedes god musiker, og hvad vigtigere er, de får sig en fed fyr at hænge ud med, og en sand ven." Broderick har udtalt "jeg er klar over, at jeg har nogle store sko at skulle fylde ud, og jeg vil gøre mit bedste."

### Endgame(2009)
Megadeths tolvte studiealbum, med titlen Endgame, blev udgivet 14. september 2009. Forinden udgav bandet to singler, hvoraf den ene, "Head Crusher", kun var tilgængelig for fri download fra Roadrunner Records' hjemmeside i 24 timer 7. juli. Den anden single, "1320", blev udgivet 15. august.
I februar 2010 forlod bassisten James Lomenzo bandet, og blev afløst af den oprindelige bassist David Ellefson.

### TH1RT3EN(2011)
Megadeth var i løbet af sommermånederne i 2011 i gang med at skrive og optage nye sange til det næste album. En af de nye sange fra albummet, Public Enemy No. 1, blev spillet under en koncert i Hamborg den 5. juli 2011. Den 8. juli 2011 annoncerede Dave Mustaine under Sonisphere Festival i Knebworth i Storbritannien, at det officielle navn for albummet var TH1RT3EN.

### Super Collider(2013)
Den 4. juni 2013 udgav Megadeth sit 14. studiealbum, Super Collider.

## Musikalsk stil
Meget lig Dave Mustaines tidligere band Metallica var Megadeth blevet inspireret af fremtrædende NWOBHM-bands såsom Judas Priest, Motörhead og Venom.
Selvom bandet begyndte deres karriere med at udgive et album udelukkende med rå og uforfinet primitiv thrash metal, har Megadeth i tidens løb indarbejdet elementer fra flere forskellige genrer med alt lige fra heavy metal og rock til disco.
Megadeth udgav et primitivt thrash metal-debutalbum i 1985 for derefter at bevæge sig ud i mere teknisk avancerede thrash-kompositioner, specielt på albummet Peace Sells...But Who's Buying?, som blev udgivet i 1986. Efter et par år med succes som thrash metal-band skiftede Megadeth, efter forslag fra deres daværende producer, Max Norman, i 1991 fokus og spillede derefter mere kommerciel og radiovenlig musik, hvilket førte til albummet Countdown to Extinction og dets to efterfølgere, som alle tre snarere var heavy metal eller hård rock end thrash metal – alle nød de stor kommerciel succes.
I 1999 udgav Megadeth imidlertid albummet Risk, som ifølge mange anmeldere og fans tog det kommercielle aspekt "for langt". Albummet var det første (og hidtil eneste) Megadeth-album, som var så godt som fuldstændigt blottet for metal-elementer, og det indeholdt i stedet en blanding af rock, electronica og disco.
Siden "fiaskoen" med Risk er Megadeth vendt tilbage til deres metal-rødder på efterfølgende album, hvilket har ført til blandinger af musikken fra bandets forskellige "tidsperioder" – f.eks. på United Abominations som både indeholdt thrashede sange som "Sleepwalker" og "Washington is Next!" og mere kommercielle sange såsom en genindspillet version af sangen "À Tout le Monde", som denne gang hedder "À Tout le Monde (Set Me Free)".
Megadeths musikalske udvikling har ligget meget tæt op af Mustaines eks-band Metallicas: Metallica startede også med at spille rå, uforfinet thrash metal (på Kill 'Em All) for derefter at bevæge sig til mere teknisk komplicerede kompositioner (på Ride the Lightning, Master of Puppets og, især, ...And Justice for All). Metallica skiftede ligeledes til en mere kommerciel lyd på deres sorte album fra 1990, et år før Megadeths skifte. Ligesom Megadeth havde en nedtur med deres Risk-album, stødte Metallica også på massiv negativ kritik efter udgivelsen af deres Load og ReLoad-album som indeholdt mere hård rock og blues-indflydelse end egentlig metal. Metallicas album St. Anger fik også stor kritik. Ligesom Megadeths efterfølgende tilbagevenden til metal, vendte Metallica på albummet Death Magnetic fra 2008 tilbage til en lyd der var mere hård og teknisk, som på deres gamle udgivelser.
Begge bands udgav i øvrigt, hvad der betragtes som milepæle indenfor thrash metal i 1986 (Megadeths Peace Sells...But Who's Buying? og Metallicas Master of Puppets – det tredje store thrash metal-band Slayer udgav også en milepæl, Reign in Blood, samme år).

### Sangtekster
Som Megadeths primære sangskriver, er Mustaine kendt for sine ofte kontroversielle, politiske og, på det seneste, personlige sangtekster. Krig og atomkrig er ofte brugte emner, deriblandt militær-industrielt kompleks ("Architecture of Aggression", "Hangar 18", "Return to Hangar" "Take No Prisoners"), og efterspillet af krig ("Ashes In Your Mouth"). Navnet "Megadeth" er en bevidst fejlstavning af ordet megadeath, et begreb opfundet i 1953 af RAND-militærstrategen Herman Kahn til at beskrive en million dræbte, gjort populært i hans bog On Thermonuclear War fra 1960. Politik er også et emne brugt i mange Megadeth-sange, såsom Mustaines vurdering af Tipper Gore, PMRC og musikcensur i sangen "Hook In Mouth". Mustaine tager et økologistisk standpunkt i "Countdown to Extinction" og "Dawn Patrol", og kritiserer diktatorer i sange som "Warhorse" og "Symphony of Destruction". Mustaines generelle kynisme vedrørende politik skinner igennem på numre som "Peace Sells", "The World Needs A Hero" og "Blackmail the Universe".
Kontroversielle og misforståede sangtekster har også skabt problemer for bandet, såsom musikvideoen til "In My Darkest Hour", som var bandlyst fra MTV i 1988, da musikkanalen vurderede at sangen var pro-selvmord. Musikvideoen til "À Tout le Monde" blev senere også bandlyst fra MTV, igen fordi den blev fortolket som værende pro-selvmord. Denne beskyldning kom, ifølge Dave Mustaine i hans selvbiografi, Mustaine: A Life in Metal, af at han under et MTV awardshow fejlagtigt kom til at sige "Denne sang handler om hvor mange gange jeg har prøvet at begå selvmord". Sangen han snakkede om var Skin o' My Teeth, men først bagefter gik det op for ham at næste sang i setlisten var A Tout Le Monde. Mustaine har senere afvist disse beskyldninger, og har sagt at sangen i virkeligheden blot handler om de sidste ord man vil sige til sine kære, hvis man lå på sit dødsleje.
Afhængighed er også et kendt tema, som i "Use the Man", "Burnt Ice" og "Addicted to Chaos". Senest har nogle sangtekster behandlet religiøse temaer, deriblandt "Truth Be Told", som omhandler den bibelske historie om Kain og Abel, og "Shadow of Deth", med talt tekst taget direkte fra King James Bible.

## Fejder
Dave Mustaine er berygtet for at komme med provokerende udtalelser i pressen, ofte vedrørende fejder og problemer med tidligere bandmedlemmer og andre bands, deriblandt Slayer og Metallica. Den nok mest kendte fejde er med Metallica-medlemmerne James Hetfield og Lars Ulrich, og vedrører hans exit fra bandet, og måden hvorpå han blev smidt ud, såvel som uenigheder om hvem der skrev hvilke sange.
I april 1988, ved en koncert i Antrim, Nordirland, dedikerede Mustaine uvidende den sidste sang til IRA. Mustaine påstod senere at han var blevet vildledt om betydningen af udtrykket "the cause" af T-Shirt-sælgere udenfor koncertarealet. Før den sidste sang, "Anarchy in the U.K", sagde Mustaine "This one's for The Cause!". Efterfølgende brød der slåskamp ud blandt tilskuerne og ifølge Mustaine måtte bandet rejse i en "skudsikker bus" gennem resten af turnéen i Nordirland og Irland. Denne begivenhed inspirerede til en af Megadeths bedst kendte sange, "Holy Wars... The Punishment Due".
I juli 2004 sagsøgte den tidligere bassist David Ellefson Mustaine og krævede $18,5 millioner. Ellefson påstod at Mustaine havde holdt størstedelen af bandets indtægter væk fra ham, samt at Mustaine var bakket ud af en aftale om at lade Ellefson videreføre Megadeth da bandet blev opløst i 2002. Ellefson beskyldte også Mustaine for at holde væk fra indtægterne fra merchandise og udgivelsesroyalties. Søgsmålet blev afvist i 2005, og Mustaine sagsøgte efterfølgende Ellefson.
Mustaines bekendtgørelse af at Megadeth ikke længere vil spille visse sange, på grund af hans nyfundne status som kristen, skabte også lidt påstyr. I de seneste år er Dave Mustaine blevet en genfødt kristen. I maj 2005 truede Mustaine angiveligt med at aflyse koncerter i Grækenland og Israel med ekstremmetal-bandsne Rotting Christ og Dissection, på grund af disse bands' angiveligt anti-kristne tro. Dette fik de to bands til at aflyse deres optrædener.

## Medlemmer

### Nuværende medlemmer
- Dave Mustaine – vokal, guitar (1983–)
- Kiko Loureiro – guitar, kor (2015-)
- Dirk Verbeuren - trommer (2016 -)

### Tidligere medlemmer
- Kerry King – guitar (1983–1984)
- Lee Rausch – trommer (1983–1984)
- Chris Poland – guitar (1984–1986, 2004)
- Gar Samuelson – trommer (1984–1986)
- Jeff Young – guitar (1987–1989)
- Chuck Behler – trommer (1987–1989)
- Nick Menza – trommer, kor (1989–1998)
- Marty Friedman – guitar, kor (1990–2000)
- Jimmy DeGrasso – trommer, kor (1998–2002)
- Al Pitrelli – guitar, kor (2000–2002)
- Jimmy Lee Sloas – bas (2004)
- Vinnie Colaiuta – trommer (2004)
- Glen Drover – guitar (2004–2008)
- James LoMenzo – bas, kor (2006–2010)
- Chris Broderick – guitar, kor (2008– 2014)
- Shawn Drover – trommer (2004–2014)
- Chris Adler - Trommer (2015-2016)
- David Ellefson – bas, kor (1983-2002, 2010-2021)

## Diskografi

### Studiealbum
| År   | Album                                           | Pladeselskab | RIAA cert. (USA) |
| 1985 | Killing Is My Business... And Business Is Good! | Combat       | Ingen            |
| 1986 | Peace Sells... But Who's Buying?                | Capitol      | Platin           |
| 1988 | So Far, So Good... So What!                     | Capitol      | Platin           |
| 1990 | Rust In Peace                                   | Capitol      | Platin           |
| 1992 | Countdown to Extinction                         | Capitol      | Dobbelt platin   |
| 1994 | Youthanasia                                     | Capitol      | Platin           |
| 1997 | Cryptic Writings                                | Capitol      | Platin           |
| 1999 | Risk                                            | Capitol      | Guld             |
| 2001 | The World Needs a Hero                          | Sanctuary    | Ingen            |
| 2004 | The System Has Failed                           | Sanctuary    | Ingen            |
| 2007 | United Abominations                             | Roadrunner   | Ingen            |
| 2009 | Endgame                                         | Roadrunner   | Ingen            |
| 2011 | Th1rt3en                                        | Roadrunner   | Ingen            |
| 2013 | Super Collider                                  | Tradecraft   | -                |
| 2016 | Dystopia                                        | Tradecraft   | -                |
| 2022 | The Sick, the Dying... and the Dead!            | Universal    | -                |

## Fodnoter
1. 1 2 3 4  The Realms of Deth. "Megadeth Vs. Metallica", på The Realms Of Death Arkiveret 24. februar 2012 hos  Wayback Machine.
2. ↑  "Megadeth - The System Has Failed". I Like Music review. Hentet 2007-04-22.
3. ↑  Cecolini, Vinny. "Foreclosure of a Team", november 1998, Metal Hammer, rapporteret af The Realms of Deth Arkiveret 29. maj 2010 hos  Wayback Machine.
4. 1 2 3 4 5  "Killing Is My Business... And Business Is Good" remastered albumnoter. Maj 2002, Loud Records, 9046-2.
5. ↑  Ling, Dave. "At the Start It Was About Revenge", September 1999, Metal Hammer, rapporteret af The Realms of Deth Arkiveret 26. maj 2011 hos  Wayback Machine.
6. 1 2 3 4 5 6 7 8 9 10 11 12 13 14  Megadeth's officielle webside, "Timeline", 2006, på Megadeth.com.
7. ↑  Huey, Steve. "Killing Is My Business... And Business Is Good! AMG Review", på AMG.com.
8. ↑  Bregman, Adam. "Killing Is My Business... And Business Is Good!" Remastered version AMG Review, på AMG.com.
9. 1 2 3  Huey, Steve. "Peace Sells... But Who's Buying? Review, på allmusic.com.
10. ↑  Birchmeier, Jason. "Peace Sells... But Who's Buying?" Remastered version AMG Review, på All Music Guide.
11. ↑  "VH1 40 Greatest Metal Songs", 1–4 maj 2006, VH1 Channel, rapporteret af VH1.com Arkiveret 15. juni 2013 hos  Wayback Machine.
12. 1 2  Gomes, Celesete. "So Far, So Good for Megadeth", August 1988, Rock, rapporteret af The Realms of Deth Arkiveret 20. juli 2009 hos  Wayback Machine.
13. 1 2  Birchmeier, Jason. "So Far, So Good... So What! Remastered Review", All Music Guide, at AMG.com.
14. 1 2  "So Far, So Good, So What!" remastered album noter. 24. juni 2004, Capitol Records, 72435-98626-2-0.
15. ↑  Huey, Steve. "So Far, So Good... So What! Review", All Music Guide, på AMG.com.
16. ↑  Megadeth: Rusted Pieces vhs, udgivet 1. januar 1991 af Capitol Records/EMI, Inc, UPC 077774001335, på UPC Database Arkiveret 30. september 2007 hos  Wayback Machine.
17. ↑  Doreian, Robyn. "The Big Four", September 1990, Hot Metal Magazine, rapporteret af The Realms of Deth Arkiveret 25. februar 2012 hos  Wayback Machine.
18. ↑  Niles, Eric. "Rust in Peace", September 1990, Music Connection, rapporteret af The Realms of Deth Arkiveret 23. juli 2009 hos  Wayback Machine.
19. ↑  Stix, John. "A Founding Forefather of Thrash", 1990, Guitar for the Practicing Musician, rapporteret af The Realms of Deth Arkiveret 14. februar 2012 hos  Wayback Machine.
20. ↑  "Dave the Human, Mustaine the Artist", September 1990, Holy Wars... The Punishment Due single, rapporteret af The Realms of Deth Arkiveret 11. januar 2016 hos  Wayback Machine.
21. ↑  Rock Detector's Official website. "Rust in Peace chart positions", på Rock Detector.com.
22. ↑  Huey, Steve. "Rust In Peace Review", All Music Guide, på AMG.com.
23. 1 2 3 4 5 6  Rock On The Net's officielle webside. "Grammy Awards: Best Metal Performance", på Rockonthenet.com.
24. ↑  Huey, Steve. "Countdown To Extinction" AMG anmeldelse, på All Music Guide.
25. ↑  Summers, Jodi. "Deth Metal!", marts 1992, Metal Hammer, rapporteret af The Realms of Deth Arkiveret 25. februar 2012 hos  Wayback Machine.
26. 1 2 3  Billboard's officielle webside. "Megadeth album chart positions", på Billboard.com.
27. 1 2 3 4  Billboard's officielle webside. "Megadeth singles chart positions", på Billboard.com.
28. ↑  Humane Society of the United States' officielle webside. "1993 Genesis Awards", på HSUS.org Arkiveret 23. november 2005 hos  Wayback Machine.
29. ↑  Chirazi, Steffan. "Trial by Fire", oktober 1993, RIP, rapporteret af The Realms of Deth Arkiveret 14. februar 2012 hos  Wayback Machine.
30. ↑  Ling, Dave. "Get in the Van", januar 1998, Metal Hammer, rapporteret af The Realms of Deth Arkiveret 29. november 2010 hos  Wayback Machine.
31. 1 2  "Youthanasia" remastered albumnoter. 72435-98623-2-3.
32. 1 2  Merkle, P.J. "Megadeth: Bewitched, Bothered and Bewildered", maj 1995, Hit Parader, rapporteret af The Realms of Deth Arkiveret 24. juli 2009 hos  Wayback Machine.
33. ↑  Billboards officielle webside. "Megadeth album chart positions", på Billboard.com.
34. ↑  Erlewine, Stephen Thomas. "Youthanasia" AMG Review, at AMG.com.
35. ↑  Birchmeier, Jason. "Youthanasia" Remastered version AMG anmeldelse, på AMG.com.
36. 1 2  Boerio, Jeff. "Megadeth: Online and Onstage", 1995, On Eleven Magazine, rapporteret af The Realms of Deth Arkiveret 29. november 2010 hos  Wayback Machine.
37. ↑  Nalbandian, Bob. "David Ellefson & Marty Friedman Interview", 1998, Hard Radio.com's Shockwaves, rapporteret af Hard Radio.com Arkiveret 9. februar 2008 hos  Wayback Machine.
38. 1 2  "Cryptic Writings" remastered albumnoter. 72435-98625-2-1.
39. 1 2  Blabbermouth.net Officiel webside. "Megadeth – Album Sales Update", på Blabbermouth.net Arkiveret 10. juli 2009 hos  Wayback Machine.
40. ↑  Wiederhorn, Jon. "Cryptic Writings" Rolling Stone Review, på Rolling Stone.com Arkiveret 7. november 2007 hos  Wayback Machine.
41. ↑  Erlewine, Stephen Thomas. "Cryptic Writings" AMG anmeldelse, på AMG.com.
42. ↑  Birchmeier, Jason. "Cryptic Writings" Remastered version AMG anmeldelse, på AMG.com.
43. ↑  Wiederhorn, Jon. "Last Men Standing", juni 1998, Guitar World, rapporteret af The Realms of Deth Arkiveret 21. juni 2002 hos  Wayback Machine
44. ↑  Ferres, Nick. "An Ugly American", marts 2001, Rockmetal.pl, rapporteret af The Realms of Deth Arkiveret 14. februar 2012 hos  Wayback Machine.
45. ↑  "Risk" albumnoter. 7243-4-99134-0-0.
46. ↑  Hjelm, Fredrik. "It Wasn't Fun Anymore", 2001, Shockwaves Online, rapporteret af The Realms of Deth.
47. 1 2 3 4  Birchmeier, Jason. "Risk" Remastered version AMG anmeldelse, på AMG.com.
48. ↑  Metal-Observer.com. "Risk" albumanmeldelse, på Metal-Observer.com Arkiveret 25. september 2005 hos  Wayback Machine.
49. 1 2 3  Music-Reviewer.com. "Risk" albumanmeldelse, november 1999, på Music-Reviewer.com Arkiveret 24. juli 2011 hos  Wayback Machine.
50. ↑  Billerey-Mosier, Roger. "Risk" albumanmeldelse, september 1999, på ssmt-reviews.com Arkiveret 24. december 2007 hos  Wayback Machine.
51. 1 2  Blabbermouth.net. "Dave Mustaine Slams Former Bandmates, Defends His Current 'Boys' ", på Blabbermouth.net Arkiveret 30. september 2007 hos  Wayback Machine.
52. 1 2  Huey, Steve. "The World Needs A Hero" AMG anmeldelse, på All Music Guide.
53. ↑  Engels, John. "The World Needs A Hero" Review, 14. juni 2001, på OrlandoWeekly.
54. ↑  Eldefors, Vincent. "The World Needs A Hero" Review, 2001, på Tartarean Desire.com Arkiveret 15. december 2006 hos  Wayback Machine.
55. ↑  Chandrasekhar, Chaitra. "The World Needs A Hero" Review, udgivet i "The Tech" 15. maj 2001, Volume 121, Nummer 26, arkiveret på The Techs officielle side Arkiveret 18. november 2007 hos  Wayback Machine.
56. 1 2  Epstein, Dan. "Die Another Day", august 2003, Guitar World, rapporteret af The Realms of Deth Arkiveret 29. juli 2019 hos  Wayback Machine.
57. 1 2  Megadeth's officielle webside, "Megadeth Disbands Press Release" Arkiveret 21. oktober 2006 hos  Wayback Machine, 2006.
58. 1 2  "Interview with Dave Mustaine of Megadeth", [20. juli 2004, Metal-Temple.com, rapporteret af Metal Temple.com Arkiveret 18. november 2006 hos  Wayback Machine.
59. 1 2  Nalbandian, Bob. "Dave Mustaine Interview", 28. august 2004, Hard Radio.com, rapporteret af Hard Radio.com.
60. 1 2 3  Birchmeier, Jason. "The System Has Failed" AMG anmeldelse, på All Music Guide.
61. ↑  Megadeths officielle webside pressemeddelelse "Megadeth: Announce dates for “BLACKMAIL THE UNIVERSE TOUR” and band line-up as new CD ‘THE SYSTEM HAS FAILED’ hits stores", september, 2004, rapporteret af Megadeth.com Arkiveret 21. oktober 2006 hos  Wayback Machine.
62. ↑  Brave Words.com "MEGADETH Tour Manager Talks About Drummer Nick Menza's Departure", 5. november 2004, rapporteret af Brave Words.com Arkiveret 15. maj 2013 hos  Wayback Machine.
63. ↑  Blabbermouth.net "Ex-MEGADETH Bassist MACDONOUGH: 'There Is No Animosity Here' ", 20. februar 2006, på Blabbermouth.net Arkiveret 15. oktober 2011 hos  Wayback Machine.
64. ↑  Blabbermouth.net "MEGADETH: New Album Pushed Back To 2007", 23. august 2006, på Blabbermouth.net Arkiveret 9. marts 2007 hos  Wayback Machine.
65. ↑  "megadeth.com "Press Release", 14. januar 2008, på". Arkiveret fra originalen 8. november 2011. Hentet 30. januar 2008.
66. ↑  Komodo Rock | Glenn Drover On His Time With Megadeth: I Have A Lot Of Great Memories
67. ↑  "Dave Mustaine: New Megadeth guitarist is "Doing just fine"". Blabbermouth.net. 2008-01-17. Arkiveret fra originalen 7. februar 2008. Hentet 2008-02-04.
68. ↑  "Nevermore drummer: Megadeth is getting "One Hell Of A Good Player, Great Guy And True Friend"". Blabbermouth.net. 2008-01-16. Arkiveret fra originalen 20. januar 2008. Hentet 2008-02-04.
69. ↑  "New Megadeth guitarist: "I Realize I Have Some Big Shoes To Fill"". Blabbermouth.net. 2008-01-16. Arkiveret fra originalen 11. februar 2008. Hentet 2008-02-04.
70. ↑  Megadeth Arkiveret 12. februar 2008 hos  Wayback Machine på Rolling Stone
71. ↑  Kahn, Herman. On Thermonuclear War (Princeton University Press), ISBN 0-313-20060-2
72. ↑  Birchmeier, Jason. "Youthanasia" Remastered version AMG Review, at AMG.com; hentet 16. november 2006.
73. ↑  Birchmeier, Jason. "So Far, So Good... So What!" Remastered version AMG Review, at All Music Guide; hentet 20. november 2006.
74. ↑  Palmer, Robert. "Rust in Peace Rolling Stone Review, at Rolling Stone.com Arkiveret 11. november 2007 hos  Wayback Machine; hentet 16. november 2006.
75. ↑  Birchmeier, Jason. "The System Has Failed" AMG Review, at All Music Guide; hentet 19. november 2006.
76. ↑  "So Far, So Good, So What!" remastered album notes. July 24, 2004, Capitol Records, 72435-98626-2-0.
77. ↑  "Youthanasia" remastered album notes. July 24, 2004, Capitol Records, 72435-98623-2-3.
78. ↑  ... And Bootlegs For All "Megadeth – Live in Antrim, Ireland, 1988", på ... And Bootlegs For All Arkiveret 27. august 2010 hos  Wayback Machine
79. ↑  contactmusic.com "Mustaine's Terrorist Blunder", 11. december 2005, rapporteret af contactmusic.com Arkiveret 14. juni 2009 hos  Wayback Machine.
80. ↑  Blabbermouth.net "Former MEGADETH Bassist Sues DAVE MUSTAINE For $18.5 Million", 15. juli 2004, rapporteret af Blabbermouth.net Arkiveret 24. december 2007 hos  Wayback Machine
81. ↑  Blabbermouth.net "MEGADETH: DAVID ELLEFSON's $18.5 Million Lawsuit Dismissed ", 16. januar 2005, rapporteret af Blabbermouth.net Arkiveret 24. december 2007 hos  Wayback Machine.
82. ↑  Blabbermouth.net "DAVE MUSTAINE Says He Won't Play PISTOLS' 'Anarchy' Because Of 'Anti-Christ' Reference", 1. august 2005, rapporteret af Blabbermouth.net Arkiveret 7. maj 2008 hos  Wayback Machine.
83. ↑  "MEGADETH's DAVE MUSTAINE: 'I Experimented With Black Magic And Witchcraft'". Arkiveret fra originalen 17. november 2011. Hentet 7. juli 2008.
84. ↑  Kerby, Jeff. "Dave Mustaine Speaks to KNAC.com From Gigantour", 24. juli 2005, på KNAC.com.
85. ↑  Peace Sells... But Who's Buying? Arkiveret 17. september 2007 hos  Wayback Machine på megadeth.com
86. ↑  So Far, So Good... So What! Arkiveret 15. februar 2009 hos  Wayback Machine på megadeth.com
87. ↑  McDonough Management - Recent Events
88. ↑  Countdown to Extinction på rockmetal.art.pl
89. ↑  Youthanasia Arkiveret 23. november 2007 hos  Wayback Machine på rockmetla.art.pl
90. ↑  Cryptic Writings Arkiveret 1. januar 2011 hos  Wayback Machine på megadeth.com
91. ↑  Risk Arkiveret 20. marts 2013 hos  Wayback Machine på megadeth.com